# Lydia Rodríguez-Hahn
Lydia Rodríguez-Hahn (Madrid, España, 1932 - Ciudad de México, 20 de mayo de 1998), fue una científica mexicana especializada en fitoquímica que hizo importantes contribuciones en los campos de la química de esteroides y de la síntesis orgánica, así como en el desarrollo de metodologías sintéticas.

## Biografía
Lydia Rodríguez-Hahn nació en Madrid, España, en 1932. Al estallar la Guerra Civil, en 1936, la familia de Lydia salió de España y ella pasó nueve años en la Unión Soviética. Al término de la Segunda Guerra Mundial Lydia emigró a México donde realizó sus estudios de licenciatura en química en la Escuela de Ciencias Químicas de la Universidad Nacional Autónoma de México (UNAM). Egresó en 1954 iniciando su carrera como académica e investigadora. Años después, Rodríguez-Hahn contrajo matrimonio con el director de teatro Ludwik Margules con quien procreó dos hijas: Anna Margules Rodríguez (flautista) y Lydia Margules Rodríguez (actriz y directora teatral).

## Actividad académica y de investigación
Después de titularse en la UNAM con una tesis dirigida por Francisco Giral, en 1954, viajó a Chile y trabajó durante una temporada en la Pontificia Universidad Católica y luego en la Universidad de Chile. Obtuvo una beca doctoral del Consejo Británico que le permitió estudiar química orgánica en el Imperial College de la Universidad de Londres en donde hizo su tesis de doctorado con el profesor Derek Harold Richard Barton. Regresó a México en 1962 e ingresó al Instituto de Química de la UNAM como investigadora en Fitoquímica donde comenzó a trabajar con el Dr. Jesús Romo Armería.
La Dra. Lydia Rodríguez-Hahn se especializó en el aislamiento y la estructura de productos naturales como los terpenos, particularmente los diterpenoides tipo clerodano del subgénero Calosphace, género Salvia, sobre los que escribió una serie de artículos que la comunidad científica considera fundamentales.

## Algunas publicaciones
- "Echinocustic Acid in Fouquieria peninsularis" (con Francisco Giral), Journal of the Chemical Soc. 2 (1960), 373.
- "Reduction of natural enones in the presence of cerium trichloride" (con Jean-Louis Luche y Pierre Crabbé), Journal of the Chemical Soc 14 (1978), 601-602, DOI 10.1039/C39780000601

## Premios
- (1988) Premio Nacional de Química Andrés Manuel del Río, otorgado por la Sociedad Química de México
- (1997) Premio Universidad Nacional, otorgado por la UNAM